# Direct 8
Direct 8 (fr. bezpośredni, na żywo) – francuski prywatny kanał naziemnej telewizji cyfrowej, mający w założeniu transmitować programy "na żywo". Można go było także odbierać satelitarnie z Astry 19.2° Wschód oraz Hot Bird 13° Wschód. Liczba 8 sytuuje go w oficjalnej numeracji naziemnych kanałów cyfrowych, we francuskich telewizjach kablowych zajmował zazwyczaj wyższy numer, np. 28 albo 38.

Logo telewizji (2010)